# Суперкубок Беларуси по футболу среди женщин
Суперкубок Белоруссии по футболу среди женщин — футбольное соревнование в Белоруссии, проводимое перед началом футбольного сезона и состоящее из одного матча между победителем чемпионата Белоруссии и обладателем Кубка Белоруссии предыдущего сезона.

## Регламент[1]
1. В случае если команда — чемпион и обладатель Кубка выступают в одном лице, то в розыгрыше Суперкубка принимают участие:
- чемпион прошедшего сезона;
- финалист Кубка прошедшего сезона.

2. В случае если команда — финалист Кубка прошедшего сезона не может принять участие в розыгрыше Суперкубка (по объективным причинам), то в розыгрыше Суперкубка принимают участие:
- чемпион прошедшего сезона;
- серебряный призёр прошедшего сезона.

### Призовой фонд
Для материального стимулирования участников турнира, улучшения финансовых возможностей клубов может учреждаться призовой фонд.
По состоянию на 2021 год его размер составил:
- 15 000 рублей — обладателю Суперкубка;
- 7 000 рублей — финалисту Суперкубка.

## Результаты
| Сезон | Дата и место проведения                              | Победитель                                                                                  | Счёт                | Финалист                                                                                    |
| ----- | ---------------------------------------------------- | ------------------------------------------------------------------------------------------- | ------------------- | ------------------------------------------------------------------------------------------- |
| 2024  | 10 марта 2024 Минск, Стадион ФК «Минск»              | Минск (Минск) Серебряный призёр Чемпионата Белоруссии 2023 Финалист Кубок Белоруссии 2023   | 1 : 0               | Динамо-БГУФК (Минск) Победитель Чемпионата Белоруссии 2023 Обладатель Кубок Белоруссии 2023 |
| 2023  | 23 марта 2023 Минск, Динамо-Юни                      | Динамо-БГУФК (Минск) Победитель Чемпионата Белоруссии 2022 Обладатель Кубок Белоруссии 2022 | 1 : 1 (по пен. 4:2) | Минск (Минск) Серебряный призёр Чемпионата Белоруссии 2022 Финалист Кубок Белоруссии 2022   |
| 2022  | 13 марта 2021 Минск, Стадион ФК «Минск» 200 зрителей | Динамо-БГУФК (Минск) Победитель Чемпионата Белоруссии 2021 Обладатель Кубок Белоруссии 2021 | 2 : 1               | Минск (Минск) Серебряный призёр Чемпионата Белоруссии 2021 Финалист Кубок Белоруссии 2021   |
| 2021  | 15 марта 2021 Минск, Стадион ФК «Минск» 200 зрителей | Динамо-БГУФК (Минск) Победитель Чемпионата Белоруссии 2020 Обладатель Кубок Белоруссии 2020 | 4 : 0               | Минск (Минск) Серебряный призёр Чемпионата Белоруссии 2020 Финалист Кубок Белоруссии 2020   |
| 2020  | 29 марта 2020 Минск, Стадион ФК «Минск» 272 зрителя  | Минск (Минск) Победитель Чемпионата Белоруссии 2019 Обладатель Кубка Белоруссии 2019        | 5 : 0               | Зорка-БДУ (Минск) Серебряный призёр Чемпионата Белоруссии 2019                              |
| 2019  | 29 марта 2019 Минск, СОК «Олимпийский» 450 зрителей  | Минск (Минск) Победитель Чемпионата Белоруссии 2018 Обладатель Кубка Белоруссии 2018        | 2 : 2 (по пен. 4:3) | РГУОР Финалист Кубка Белоруссии 2018                                                        |
| 2018  | 28 марта 2018 Минск, Стадион ФК «Минск»              | Минск (Минск) Победитель Чемпионата Белоруссии 2017 Обладатель Кубка Белоруссии 2017        | 3 : 0               | Зорка-БДУ (Минск) Финалист Кубка Белоруссии 2017                                            |
| 2017  | 19 апреля 2017 Минск, РЦОР-БГУ                       | Зорка-БДУ (Минск) Финалист Кубка Белоруссии 2016                                            | 3 : 2               | Минск (Минск) Победитель Чемпионата Белоруссии 2016 Обладатель Кубка Белоруссии 2016        |
| 2016  | 13 марта 2016                                        | Минск (Минск) Победитель Чемпионата Белоруссии 2015 Обладатель Кубка Белоруссии 2015        | 1 : 1 (по пен. 4:3) | Зорка-БДУ (Минск) Финалист Кубка Белоруссии 2015                                            |
| 2015  | 16 апреля 2015                                       | Минск (Минск) Победитель Чемпионата Белоруссии 2014 Обладатель Кубка Белоруссии 2014        | 1 : 0               | Зорка-БДУ (Минск) Финалист Кубка Белоруссии 2014                                            |
| 2014  | 14 апреля 2014 Минск, Искусственные поля ФК «Минск»  | Минск (Минск) Победитель Чемпионата Белоруссии 2013 Обладатель Кубка Белоруссии 2013        | 2 : 0               | Бобруйчанка (Бобруйск) Финалист Кубка Белоруссии 2013                                       |
| 2013  | 12 марта 2013                                        | Зорка-БДУ (Минск) Обладатель Кубка Белоруссии 2012                                          | 3 : 1               | Бобруйчанка (Бобруйск) Победитель Чемпионата Белоруссии 2012                                |
| 2012  | 11 апреля 2012                                       | Бобруйчанка (Бобруйск) Победитель Чемпионата Белоруссии 2011                                | 2 : 0               | Минск (Минск) Обладатель Кубка Белоруссии 2011                                              |
| 2011  | 26 марта 2011 Минск, СОК «Олимпийский»               | Бобруйчанка (Бобруйск) Победитель Чемпионата Белоруссии 2010                                | 0 : 0 (по пен. 4:3) | Зорка-БДУ (Минск) Обладатель Кубка Белоруссии 2010                                          |
| 2010  | 21 марта 2010 Минск, СОК «Олимпийский»               | Зорка-БДУ (Минск) Обладатель Кубка Белоруссии 2009                                          | 6 : 1               | Университет (Витебск) Победитель Чемпионата Белоруссии 2009                                 |

### 2011
| 26 марта 2011 | Зорка-БДУ | 0:0 (3:4 пен.)                                    | Бобруйчанка | Минск |
| |           | [ 2 ]                                             |             | Стадион: СОК «Олимпийский» Зрителей: 200 Судья: А. Сорока (Смолевичи) Помощники судьи: А. Веснов (Смолевичи), В. Фомин (Жодино) |
| | Пенальти  |                                                   |             | |
| Вышедко · Авхимович · Попова · Ковальчук · Шайко |           | Лученок · Бузунова · Бузинова · Третьякова · Шпак |             | |
| Зорка-БДУ: Ковальчук, Линник, Вышедко (к), Уразаева (Попова, 84'), Барковская, Борисенко, Слесарчик, Шайко, Авхимович, Николаева (Бундюкова, 69'), Тропникова Бобруйчанка: Новикова, Асташева (Третьякова, 46'), Манжук, Шпак, Рыжевич (Кучинская, 61'), Лученок (к), Бузунова, Бузинова, Луцкевич, Логинова (Ёщик, 82'), Вер. Любенкова |           |                                                   |             | |

## Статистика по клубам
| М   | Клуб         | Сезоны побед                        | Сезоны финалов                    |
| --- | ------------ | ----------------------------------- | --------------------------------- |
| 1   | Минск        | (7): 2014 — 2016, 2018 — 2020, 2024 | (5): 2012, 2017, 2021 — 2023      |
| 2   | Зорка-БДУ    | (3): 2010, 2013, 2017               | (5): 2011, 2015, 2016, 2018, 2020 |
| 3   | Динамо-БГУФК | (3): 2021, 2022, 2023               | (1): 2024                         |
| 4   | Бобруйчанка  | (2): 2011, 2012                     | (2): 2013, 2014                   |
| 5-6 | РГУОР        | —                                   | (1): 2019                         |
| 5-6 | Университет  | —                                   | (1): 2010                         |